# Parve
Parve, ou pareve, é uma classificação dentro do kashrut, ou as leis dietárias do Judaísmo. Encaixam-se nessa categorização os alimentos que não contém nem leite e seus derivados, nem carne de mamíferos, seja na preparação ou por contaminação por contato. Eles são considerados alimentos "neutros".
Comidas como macarrão, cereais, grãos, hortaliças num geral, frutas e pães são considerados parve.
Como a mistura de carne e leite é proibida pelas leis dietárias, principalmente o cozimento de carne em latícinios frequentemente se usam substitutos para a confecção de receitas que exijam os dois, como leites de origens vegetais (amêndoas, arroz, soja) e queijos vegetais, principalmente tofu.

## Peixes e frutos do mar
De acordo com o kashrut, a carne dos peixes é parve. No livro Vayikrá da Torá, capítulo 11, Deus estipula a pureza e a impureza do consumo da carne de diversos tipos de animais, e afirma que "[...] entre os animais que vivem na água, eis que podereis comer: podereis comer tudo o que tem barbatanas e escamas, nas águas, no mar e nos rios." (Vayikrá/Levíticos XI:9). Isto é, qualquer peixe com nadadeiras e escamas pode ser ingerido, sem exigir abate especial (como a carne kosher) ou a drenagem de seu sangue. Frutos do mar, como camarão, lagostas, ostras, caranguejos, etc. são proibidos, assim como o consumo de carne de tubarão, golfinho, baleia e outros peixes não-escamosos ou mamíferos marinhos.

## Ovos
Apesar dos ovos serem produtos de origem animal, eles são considerados parve. A galinha é uma ave kosher, e o ovo é considerado separado da galinha a partir do momento que a ave o bota. No entanto, ovos já fertilizados não são parve; tradicionalmente, ovos que tenham manchas de sangue em sua casca eram eliminados por terem indicadores de que eles possivelmente estariam com um embrião em formação em seu interior, mas hoje em dia os métodos de industrialização diminuem imensamente as chances do ovo já estar fertilizado. Ovos encontrados dentro de galinhas após o abate não são parve, por nunca terem se dissociado do animal. Também, a maior parte dos ovos industrializados se encaixam na categoria pelas galinhas chocadeiras num geral não serem animais de abate.